# ロック・シティ・フォールズ
ロック・シティ・フォールズ (Rock City Falls) は、アメリカ合衆国ニューヨーク州サラトガ郡ミルトンの町域内の北部に位置するハムレット（小村）。おもな道路は、ニューヨーク州道29号線とロック・シティ・フォールズ・ロード (Rock City Falls Road) である。
単に、ロック・シティとして言及されることもあるが、ニューヨーク州内にはダッチェス郡にもロック・シティという小村があるため、注意を要する。
この小村は、紙袋王 (Paper Bag King) と称された実業家ジョージ・ウェストの縁故地として有名であり、ウェストは当地に、製紙工場であるエンパイア・ミル (Empire Mill) を1862年に、その隣にエクセルシオール・ミル (Excelsior Mill) を1866年に開設し、さらに、通りの向かい側に自身の邸宅を構えた。この邸宅、ジョージ・ウェスト・ハウスは、2005年にアメリカ合衆国国家歴史登録財に登録された。
もともとロック・シティの上流部には、1800年以前から、製材所や製粉所が存在しており、こうした施設はスワン (Swan) 家に所有されていたが、ハッチ・ミルズ (the Hatch mills) と通称されていた。これは、当時としては目覚ましかった水力を動力とした最初期の工場群であった。しかし、これから大きく遅れることなく、ロック・シティの小村への最初の入植者であったラスボーン (Rathbone) 家によって、また別の工場が建てられた。ラスボーン兄弟として知られたふたりは、ひとりが開拓期の先駆的商人で、地主であり、もうひとりは工場所有者であった。このうちひとりは、後にグリーンフィールドに移り住んだ。
1898年から1929年にかけて、この小村にはボールストン・ターミナル鉄道という、電動トロリーが通っており、製紙工場からの出荷を運ぶ貨車を牽引し、ボールストン・スパに向かう旅客なども乗車させていた。
ロック・シティ・フォールズには、1860年に郵便局が開設されており、今日まで存続している。
今日のロック・シティ・フォールズは、概ね住宅地となっているが、コットレル・ペーパー社 (Cottrell Paper Company) は、百年前と変わることなく依然として当地で創業している。ジョージ・ウェストのエンパイア・ミルとエクセルシオール・ミルは、公園の一部となっており、かつての鉄道線の跡は、ボイス公園と称される遊歩道として整備される運びとなっている。